# Stade (Olpe)
Stade ist ein Ortsteil der Kreisstadt Olpe im Sauerland. Er hat 64 Einwohner.

## Geographie
Der Ort befindet sich nördlich von Olpe oberhalb des Vorstaubeckens für den Biggesee und seinem Damm.

## Geschichte
Weil das „alte Dorf“ beim Bau des Biggesees abgerissen wurde, musste es an der heutigen Stelle neu errichtet werden. Das alte Dorf lag am damaligen Ufer des Biggeflusses. Davon lässt sich auch der Name ableiten: Stade erinnert an Gestade = Ufer. Erstmals urkundlich erwähnt wurde dieses Stade 1445.

## Sonstiges
In der Nähe liegt die Jugendherberge Biggesee mit 250 Betten.